# فخر الدين جزيري
 فخر الدين جزيري  (1989 تونس) هو لاعب كرة قدم تونسي.

## روابط خارجية
- فخر الدين جزيري على موقع قاعدة بيانات كرة القدم.إي يو (الإنجليزية)